# Cransac
Cransac är en kommun i departementet Aveyron i regionen Occitanien i södra Frankrike. Kommunen ligger  i kantonen Aubin som ligger i arrondissementet Villefranche-de-Rouergue. År 2022 hade Cransac 1 464 invånare.

## Befolkningsutveckling
Antalet invånare i kommunen Cransac
Referens: INSEE